# Palomo Linares
Palomo Linares, nome artístico de Sebastián Palomo Martínez (Linares, 27 de abril de 1947 — Madrid, 24 de abril de 2017) foi um matador de touros espanhol.
Quando criança, toureava furtivamente nas ganadarias de Jaén e aos 17 anos decidiu partir para Madrid, após ver o anúncio de La oportunidad — um concurso de novilhadas lançado pela empresa concessionária da praça de Vistalegre, Madrid, na temporada de 1964, aberto a todos os maletillas (jovens aspirantes a toureiros) de Espanha. 
Ao lidar a rez que lhe foi cedida, despertou a atenção dos irmãos Lozano, que anos depois viriam a ser empresários da própria praça de Las Ventas, e resolveram apoderar o jovem aspirante a toureiro. 
Palomo Linares deixava para trás o ofício de aprendiz de sapateiro, iniciando uma trajetória fulgurante rumo à profissionalização como matador de touros — a alternativa ocorreu em Valladolid, em 1966, e foi-lhe concedida por Jaime Ostos. 
A história deste humilde rapaz inspiraria mesmo um filme baseado na sua vida: Nuevo en esta plaza, que Palomo Linares protagonizou mesmo antes da profissionalização; logo seguido por Solos los dos, em que contracenava com a popular Marisol. Mais tarde viria a recusar uma proposta de um novo filme, feita pelo norte-americano Francis Ford Coppola, invocando razões profissionais.
Distinguindo-se pelo estilo arrojado e espectacularidade, teve como principal rival de arenas outro mítico toureiro das décadas de 1960-70, El Cordobés, fazendo uma parelha que o público e a imprensa chamava de Los guerrilleros. 
Inflexível a negociar contratos as principais praças de touros — recusando também os valores propostos para o debute em Las Ventas, onde esperava confirmar a alternativa — Palomo resolveu aliar-se a El Cordobés e fazer frente às principais empresas de espetáculos tauromáquicos espanholas, atuando somente em praças de categoria inferior ou em praças amovíveis geridas dos Lozano. A experiência, que todavia lhes fez perder algum crédito perante a crítica e alguns setores do público, mas que visava não ceder perante às ofertas contratuais que os empresários estavam dispostos a fazer aos jovens fenómenos do toureio, atrasou a confirmação de Palomo Linares em Las Ventas, que ocorreu finalmente em 19 de maio de 1970, quatro anos depois da alternativa, algo pouco espetável para um toureiro que fizera um percurso como o dele. 
Na confirmação em Las Ventas, foi apadrinhado por Curro Romero, tendo Juan José García como testemunha. Lidou o touro Presumido, de Antonio Pérez Angoso.
No ano de 1972, após triunfar na Feira de Abril, em Sevilha, foi contratado para três tardes das festas de Santo Isidro, Madrid: 18, 22 e 24 de maio. Seria na segunda (22) que Palomo Linares, compartindo cartaz com Andrés Vázquez e com Curro Rivera, frente a touros de Atanasio Fernández, viveria o momento mais alto da sua carreira — ao lograr uma grande faena ao quinto touro da ordem, Cigarrón, de seu nome, que encerrou com uma estocada fulminante, pôs o público em euforia, obrigando o diretor a mostrar o terceiro lenço, que concedida (além de duas orelhas), o rabo. Havia então 37 anos sem que um rabo fosse concedido em Las Ventas, a praça mais importante do mundo, e desde então não voltou a ser concedido outro.
Linares retirou-se em 1982; mas continuou a atuar esporadicamente em várias ocasiões, até que em 1995 realizou a sua última atuação na praça de Benidorm.
Recolhido na sua quinta nos arredores de Madrid, dedicou-se à criação de touros e à pintura. 